# AA Весов
AA Весов (лат. AA Librae) — двойная затменная переменная звезда типа Алголя (EA) в созвездии Весов на расстоянии (вычисленном из значения параллакса) приблизительно 5960 световых лет (около 1827 парсеков) от Солнца. Видимая звёздная величина звезды — от +14,5m до +13m. Орбитальный период — около 2,2047 суток.